# Tobias Kasimirowicz
Tobias Kasimirowicz (* 22. Februar 1976 in Düsseldorf) ist ein deutscher Schauspieler.

## Leben
Tobias Kasimirowicz absolvierte zwei Jahre lang in diversen Filmproduktionen Praktika hinter der Kamera, bis er in mehreren Kurzfilmen die Hauptrolle spielte. 
Im Jahr 2003 spielte er Hauptrollen in den Pro7-Filmen Echte Männer? und Beach Boys – Rette sich wer kann und hatte diverse Kinoengagements u. a. für die Ost-West-Komödie Kleinruppin forever, für die Komödie Wo ist Fred? und für den Spielfilm Der Baader Meinhof Komplex. 
Im Jahr 2010 war Kasimirowicz in der deutschen Filmkomödie Groupies bleiben nicht zum Frühstück zu sehen und spielte sowohl im ZDF-Film Beate Uhse – Ich will Freiheit für die Liebe und in der deutschen Actionkomödie Nina Undercover – Agentin mit Kids mit. Zudem spielte er Episodenrollen in den Serien Großstadtrevier, Heiter bis tödlich: Nordisch herb und weiteren Krimiserien. 2014 war er Darsteller in dem Musikvideo Wie ich von Kraftklub.
In den Jahren 2013 und 2014 stand Tobias Kasimirowicz als „Kasi“ im Mittelpunkt der Doku-Soap Rost’n’Roll – Kasis Werkstattgeschichten (zwei Staffeln) des Pay-TV-Senders History. 

## Filmografie (Auswahl)
- 2000: Boy meets girls
- 2002: Echte Männer?
- 2002: Beach Boys – Rette sich wer kann
- 2004: Vinzent
- 2003: Kleinruppin forever
- 2005: Wo ist Fred?
- 2005: Elementarteilchen
- 2006: Das letzte Stück Himmel
- 2007: Der Baader Meinhof Komplex
- 2007: Mein Leben & Ich
- 2008: Plötzlich Papa – Einspruch abgelehnt!
- 2009: Black Death
- 2009: Groupies bleiben nicht zum Frühstück
- 2010: Polizeiruf 110: Die Lücke, die der Teufel lässt
- 2010: Großstadtrevier – Hamburg-Paris und zurück
- 2011: Beate Uhse – Das Recht auf Liebe
- 2011: Heiter bis tödlich: Nordisch herb – Wem die Stunde schlägt
- 2012: Flirtcamp
- 2012: Schloss Einstein
- 2013–2014: Rost’n’Roll – Kasis Werkstattgeschichten (2 Staffeln)
- 2019: Inga Lindström: Ausgerechnet Söderholm
- 2019: Die Einzelteile der Liebe
- 2020: Rohwedder – Einigkeit und Mord und Freiheit (Dokumentarserie)